# Moonwalker
Pour plus de détails, voir Fiche technique et Distribution.
Moonwalker est un film musical et fantastique réalisé par Jerry Kramer et Colin Chilvers, sorti en 1988. Le titre vient du « moonwalk » (« pas lunaire »), un pas de danse popularisé par Michael Jackson. « Moonwalker » désigne la personne effectuant ce pas de danse.
Le film se déroule en deux parties : tout d'abord un récapitulatif de la carrière de l'artiste avec de nombreux clips et extraits musicaux, puis un moyen métrage. Sorti en pleine promotion de l'album Bad (1987), Moonwalker contient de nombreux titres venant de cet album : Man in the Mirror, The Way You Make Me Feel, Dirty Diana, Smooth Criminal, Leave Me Alone, Speed Demon, ainsi qu'une parodie de Bad.

## Synopsis

### 1repartie
Le film s'ouvre sur la chanson Man in the Mirror avec des extraits de concerts de Michael Jackson. Arrive ensuite une rétrospective de la carrière du chanteur depuis ses débuts en 1969 avec les Jackson 5 jusqu'à la chanson Dirty Diana.
Le film continue sur une reprise du clip de Bad en version enfant où Brandon Adams remplace Michael Jackson. Une fois la chanson terminée, le jeune garçon est rejoint par des enfants agents et tous sortent dans une fumée blanche, laissant ainsi la place au vrai Michael Jackson et à ses agents. Reconnu par un enfant touriste animé, Michael se retrouve poursuivi par une armée de fans. Son seul espoir afin de fuir est de se déguiser en personnage animé (un lapin). C'est alors que démarre le clip de Speed Demon.
La première partie s'achève sur un dernier clip, celui du titre Leave Me Alone.

### 2epartie
La seconde partie du film est un moyen-métrage écrit par Michael Jackson.
Pendant qu'ils jouaient à Neverland, Michael, Katie, Zeke et Sean perdent la balle avec laquelle ils jouaient, rattrapée par Skiper, leur chien. Cependant, Skiper rentre dans une forêt où un panneau indique « Warning Keep Out » (« Attention Eloignez-vous »). Sans y faire attention, Michael et Katie s'engouffrent de plus belle dans la forêt et aperçoivent une araignée gravée sur une roche. Michael appuie dessus et une porte s'ouvre. Ils s'empressent d'y pénétrer afin de découvrir ce qu'il s'y trame. Les deux personnages découvrent Frankie Lideo (incarné par Joe Pesci) faisant des projets pour conquérir le monde entier avec sa drogue et ses principaux clients, les enfants. Il utilise pour cela des tarentules (la façon dont les tarentules interviennent sur les enfants n'est pas indiquée). À ce moment précis, Katie en aperçoit une près d'elle et crie, ce qui aura pour conséquence d'alarmer Frankie Lideo qui envoie ses soldats à la recherche des deux intrus.
La suite de l'histoire montre une course-poursuite entre Michael et les soldats de Lideo. À trois reprises, une étoile filante passe aux moments les plus critiques pour Michael (première fois lorsqu'il est devant sa porte où les soldats lui tirent dessus en masse, seconde fois où il est coincé dans un cul-de-sac, troisième fois lorsque Frankie tente d'injecter de la drogue à Katie) lui permettant de se transformer afin de pouvoir s'échapper (par exemple, en voiture, le concept-car Lancia Stratos Zero, lorsqu'il est pris dans un cul-de-sac et en robot lorsque Katie est en danger).
Durant cette course poursuite, les enfants se rendent au Club 30, où Michael leur a donné rendez-vous. Ils y découvrent un bar en ruine et un peu hanté (par exemple, une boule de billard bouge toute seule lorsque Sean veut la toucher). Ils s'empressent d'en sortir et voient une voiture se garer au coin de la rue puis se transformer en Michael qui pénètre dans le club. C'est ainsi que démarre le clip de Smooth Criminal. À la fin du clip, les deux garçons retrouvent Michael et lui annoncent que Katie a été capturée (comme on pouvait le voir dans le clip). Ils essayent donc de la retrouver.
Pendant leur recherche, Michael tombe dans un piège et se fait immobiliser par les soldats qui lui font observer Mr Big, frappant Katie pour qu'elle se calme et qu'ils puissent lui injecter de la drogue. À ce moment-là, une étoile filante passe et permet à Michael de se transformer en robot géant et de vaincre ainsi Mr Big et ses soldats. Les enfants hors de danger, Michael s'en va en volant (sous forme de vaisseau spatial). Les enfants sont alors tristes de voir Michael partir. C'est alors qu'ils aperçoivent une ombre au loin, cette ombre étant celle de Michael. Il leur annonce qu'il ne pouvait pas les laisser seuls, qu'ils lui avaient manqué.
Il décide donc de les emmener à nouveau au Club 30 où une fumée blanche vient les accueillir. Ils se retrouvent alors dans un endroit rempli de câbles électriques et découvrent que c'est une scène où Michael monte interpréter le titre  Come Together.
Le film se termine par le titre Smooth Criminal (version album), en parallèle avec The Moon is walking interprétée par Ladysmith Black Mambazo, durant le générique.

## Fiche technique
- Titre : Moonwalker
- Réalisation : Jerry Kramer, Colin Chilvers
- Scénario : Michael Jackson, David Newman
- Producteurs : Dennis E. Jones, Jerry Kramer
- Photographie : Frederick Elmes, Thomas E. Ackerman, Robert E. Collins, John Hora, Crescenzo G.P. Notarile
- Musique : Ladysmith Black Mambazo et Bruce Broughton
- Montage : Dale Beldin, David E. Blewitt, Mitchell Sinoway
- Direction artistique : Russell Christian, Bryan Jones, John Walker
- Décors : Bryan Jones, Michael G. Ploog
- Costumes : Betty Pecha Madden
- Sociétés de production : MJJ Productions, Ultimate Productions
- Sociétés de distribution : Lorimar Productions et Warner Bros.
- Société d'effets spéciaux : Dream Quest Images
- Budget : 22 000 000 $
- Pays d’origine :  États-Unis
- Langue : anglais
- Genre : Film musical, fantastique
- Durée : 93 minutes
- Dates de sortie : 
  - États-Unis : 29 octobre 1988
  - France : 14 décembre 1988
- Affiche : Bill Gold (États-Unis)

## Distribution
Note : 1er doublage (1988) / 2e doublage (2001)
- Michael Jackson (VF : Vincent Ropion / Alexandre Gillet) : Michael
- Joe Pesci (VF : Jean-Luc Kayser / Philippe Peythieu) : Frankie Lideo / Mr. Big
- Sean Lennon (VF : ?) : Sean
- Brandon Adams (VF : ? / Jackie Berger) : Zeke / sosie de Michael Jackson dans la version enfant du clip de Bad
- Kellie Parker (VF : ?) : Katie

 Source et légende : version française (VF) sur RS Doublage

## Sortie
La sortie de Moonwalker était initialement prévue en 1987 pour coïncider avec la publication de l'album Bad. Elle aura finalement lieu aux États-Unis le 29 octobre 1988 uniquement en VHS. En parallèle de ce film, Michael est engagé dans le Bad World Tour, sa première tournée mondiale en tant qu'artiste solo. Le film sort en salles en décembre 1988 en Europe et en Amérique du Sud puis en VHS en 1989.
Moonwalker fait l'objet d'une sortie en DVD en 2001, avec un nouveau doublage en français et quelques petites différences (des répliques restent en anglais), puis d'une sortie en Blu-ray en 2010. Cette dernière bénéficie d'une amélioration et d'une purification de l'image dans un format 16:9 (format 4:3 dans les versions antérieures). Dans cette version Blu-ray, la scène où Lideo allait injecter de la drogue à Katie avec une seringue a été retirée.

## Réception
Moonwalker est un succès au box-office, rapportant plus de 67 millions de dollars pour un budget de 22 millions de dollars.
La VHS du film, avec plus de 800 000 exemplaires écoulés, est encore aujourd'hui la vidéo musicale la plus vendue de tous les temps (battant ainsi The Making of Thriller, le documentaire sur le tournage du clip de Thriller).

## Soundtrack
Moonwalker: Original Motion Picture Score
1. Man in the Mirror (Michael Jackson) - 5:19
2. Music and Me (Michael Jackson) - 2:43
3. I Want You Back (The Jackson 5) - 2:57
4. ABC (The Jackson 5) - 2:55
5. The Love You Save (The Jackson 5) - 3:00
6. 2-4-6-8 (The Jackson 5) - 2:56
7. Who's Lovin' You (The Jackson 5) 3:56
8. Ben (Michael Jackson) - 2:48
9. Dancing Machine (The Jackson 5) - 2:42
10. Blame It on the Boogie (The Jacksons) - 3:35
11. Shake Your Body (Down to the Ground) (The Jacksons) - 8:00
12. Rock with You (Michael Jackson) - 3:41
13. Don't Stop 'Til You Get Enough (Michael Jackson) - 6:06
14. Can You Feel It (The Jacksons) - 6:00
15. Human Nature (Michael Jackson) - 4:07
16. Beat It (Michael Jackson) - 4:19
17. Thriller (Michael Jackson) - 5:58
18. Billie Jean (Michael Jackson) - 4:55
19. State of Shock (The Jacksons & Mick Jagger) - 4:32
20. We Are the World (USA for Africa) - 7:08
21. The Way You Make Me Feel (Michael Jackson) - 4:59
22. Dirty Diana (Michael Jackson) - 4:41
23. Bad (Michael Jackson) - 4:08
24. Speed Demon (Michael Jackson) - 4:03
25. Leave Me Alone (Michael Jackson) - 4:41
26. Smooth Criminal (Michael Jackson) - 7:31
27. Come Together (Michael Jackson) - 4:03
28. The Moon Is Walking (Ladysmith Black Mambazo) - 3:46

## Anecdotes
- Le clip de Bad devait au départ être un duo entre Michael Jackson et son rival de l'époque, Prince. Celui-ci ayant décliné l'offre, Michael lui a lancé une petite pique dans Moonwalker. Ainsi, à la fin de la version enfant du clip de Bad, le sosie de Michael Jackson (joué par Brandon Adams) demande à ses agents si le chimpanzé de Michael Jackson (Bubbles) figure dans le film, ce à quoi ils répondent que oui, en précisant qu'il porte un t-shirt à l’effigie de Prince et des tennis rouges. Le petit sosie dit alors : « Quoi, un t-shirt de Prince ?! ». Il commande ensuite à ses agents d'apporter au chimpanzé une tarte à la banane (un caprice volontairement ridicule). Prince répondra à Michael Jackson dans son clip de Partyman (en version longue) lorsqu'il donne une banane à un chimpanzé portant un t-shirt Batman. Celui-ci l'ouvre et constate qu'elle est en carton et qu'il y a écrit « Psyche » (qui peut se traduire par « Taré » ou « Maniaque ») dessus.
- Le tournage du court-métrage de Speed Demon fût plus éprouvant pour Michael Jackson. En effet, lors d'une cérémonie des Grammy Awards, deux jours plus tôt, le chanteur s'était blessé aux deux genoux en s'inclinant fortement sur le sol. De ce fait, la star avait du mal à courir lors de sa fuite à travers les studios pour échapper aux paparazzis et aux fans.
- Le final du film montre une interprétation Come Together par Michael Jackson, une reprise des Beatles dont il venait d'acquérir les droits musicaux et dédiée au père de Sean Lennon, à savoir John Lennon.

## Jeu vidéo
- Michael Jackson's Moonwalker, sorti en 1990 en trois versions : bornes d'arcade, consoles Sega (Master System et Mega Drive) et ordinateur.